# Aaron McCarthy
Aaron McCarthy (* 24. November 1961 in Vallejo, Kalifornien) ist ein US-amerikanischer Basketballtrainer, der unter anderem mehrere Vereine in der deutschen Basketball-Bundesliga trainiert hat. Der dreifache Familienvater trainierte unter anderem auch den belgischen Verein Royal Basket Club aus Pepinster und arbeitete in Finnland sowie asiatischen Ländern.

## Karriere
McCarthy gehörte als Spieler zunächst der Basketballmannschaft der Universität von Kalifornien-Santa Barbara, dann der Mannschaft der Weber State University (1983 bis 1985) an.
Nachdem McCarthy zwei Jahre lang organisatorische Aufgaben an der St. Joseph’s High School in seinem Heimatland ausgeführt hatte, wurde er 1987 Assistenztrainer der Utah Utes, der Collegemannschaft der University of Utah. Nach einem Jahr wechselte er als Cheftrainer nach Europa und trainierte im belgischen Gent die dort beheimatete professionelle Basketballmannschaft. Ende November 1988 wurde er zusätzlich belgischer Nationaltrainer. 1992 gewann er mit Gent den belgischen Pokalwettbewerb. Nach einer Zwischenstation in Braine-l’Alleud kam er zur Saison 1994/95 ins fränkische Bayreuth. Er arbeitete dort unter Sportdirektor Lester Habegger. McCarthy geriet im Laufe der Saison in die Kritik. Zu schaffen machte dem jungen Trainer, den Habegger teils in der Trainingsarbeit unterstützte, der kleine Kader und der verletzungsbedingte Ausfall von Aufbauspieler Derrick Taylor. Gleichwohl gelang McCarthy und den Bayreuthern als Tabellendritter der Bundesliga-Südstaffel der Einzug in die Meisterrunde, dort schied man im Viertelfinale gegen Alba Berlin aus.
Nach einer Saison wechselte er nach Finnland und trainierte in Helsinki mit Torpan Pojat einen der renommiertesten finnischen Basketballvereine, mit dem er 1996 bis 1998 dreimal finnischer Meister und 1996 sowie 1997 Pokalsieger und 1998 Vizepokalsieger werden konnte. Als Nachfolger von Henrik Dettmann fungierte er zudem von 1997 bis 2001 als Nationaltrainer der finnischen Auswahl. Nachdem er im November 1999 von Torpan Pojat entlassen worden war, arbeitete er im Jahr 2000 in Espoo bei Honka als Sportdirektor. Im Februar 2001 ging er zurück nach Belgien und trainierte den dortigen Spitzenklub Telindus aus Ostende, den er zur Meisterschaft und zum Pokalsieg in Belgien führen konnte. Bereits im November des gleichen Jahres wurde er aber wieder entlassen. Im März 2003 kam er schließlich zurück nach Franken und wurde Nachfolger von Keith Gray bei den X-Rays aus Würzburg. Durch die Aufstockung der Bundesliga um zwei Mannschaften zur Saison 2003/04 konnte trotz eines Abstiegplatzes der Verbleib in der Liga gesichert werden. Nachdem in der folgenden Saison der Klassenerhalt auch sportlich erreicht wurde, konnte in der Saison 2004/05 der Abstieg nicht mehr vermieden werden.
Im Januar 2006 fand McCarthy schließlich ein neues Engagement bei den Tigers aus Tübingen als Nachfolger von Patrick Elzie. Nach dem Klassenerhalt wurde sein Vertrag verlängert und in der folgenden Saison 2006/07 kam McCarthy mit der Mannschaft in die Nähe der Play-off-Plätze um die deutsche Meisterschaft. Nach einem misslungenen Saisonauftakt in der Saison 2007/08 wurde McCarthy im Dezember 2007 von den Tübingern entlassen. Ab September 2008 arbeitete er als Nationaltrainer im Libanon, bevor er 2009 in China die Mannschaft Parklane Donguan betreute, mit der er die Meisterschaft in der NBL gewann. Danach trainierte er Fujian SBS XunXin aus der chinesischen Provinz Fujian. Nach der Entlassung im Februar 2010 wurde er vom abstiegsbedrohten Bundesligisten TBB Trier als Nachfolger von Yves Defraigne verpflichtet, so dass er erneut nach Deutschland zurückkehrte. Trotz des geglückten Klassenerhalts wurde sein Vertrag nicht verlängert. Sein Nachfolger in Trier wurde zur Saison 2010/2011 Henrik Rödl. Ende Dezember 2010 wurde McCarthy wieder Trainer in Belgien, diesmal beim Verein Royal Basket Club aus Pepinster, der jedoch in der Spielzeit 2011/12 die schlechteste Bilanz aller belgischen Erstligamannschaften hatte, weshalb sein Vertrag nicht verlängert wurde.
Im Spieljahr 2017/18 übernahm er wieder ein Traineramt und betreute Al-Ahli in Bahrain. 2018/19 arbeitete McCarthy im Irak, dort war er Trainer von Al Shorta. In der Saison 2019/20 betreute er in Saudi-Arabien die Mannschaft Al-Ittihad Jeddah.